# Автошлях Міттрапхап
Автошлях Міттрапхап (тай. ถนนมิตรภาพ, RTGS: Thanon Mittraphap, pronounced [tʰā.nǒn mít.trā.pʰâːp]) або шосе 2 (тай. ทางหลวงแผ่นดินหมายเลข 2, RTGS: Thang Luang Phaendin Mailek Song) — одна з чотирьох головних автомагістралей у Таїланді поряд із Автошляхом Фахонйотхін (шосе 1), Автошляхом Фахонйотхін (шосе 3) і Автошляхом Сукхумвіт (шосе 4). Він пролягає від Сарабурі до Нонг-Хая.
Спочатку дорога була побудована Сполученими Штатами в 1955–1957 роках від Хората до Нонг-Хая вартістю 20 мільйонів доларів США для постачання своїх північно-східних військових баз.

Це перше шосе в Таїланді, яке відповідає міжнародним стандартам, і перше шосе в Таїланді, на якому використовуються як асфальт, так і бетон. 20 лютого 1957 року він отримав назву «Танон Міттрапхап». Назва буквально означає «Дорога дружби». Це головна дорога, яка з’єднує Ісан (північно-східний Таїланд) через хребет Донг Пхая Єн. Шосе починається в Сарабурі, на розв'язці з Автошляхом Фахонйотхін (шосе 1). Воно проходить через провінції Накхон Ратчасіма, Хон Каен, Удонтхані і закінчується в Нонг Хай, де з'єднується з тайсько-лаоським мостом дружби з Лаосом.

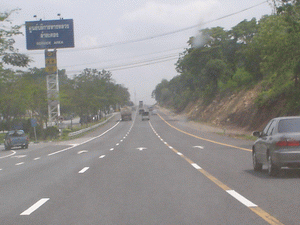
Розширена шестисмугова дорога Міттрапхап поблизу Лам Такхонг, Накхонратчасіма
Міст тайсько-лаоської дружби